# Essexite
L'essexite è una roccia magmatica intrusiva, considerata una varietà di monzodiorite o monzogabbro, leggermente sottosatura in silice e contenente nefelina (entra nel campo 9' del diagramma QAPF). Il termine quindi è un sinonimo di nefelin-monzogabbro e nefelin-monzodiorite. È una roccia con tessitura faneritica, da equigranulare a porfirica e grana media. Il colore è generalmente grigio scuro.
L'essexite si trova in ambienti ipoabissali e più raramente in blocchi all'interno di colate laviche.

## Etimologia
Il nome, coniato da Sears J.H. nel 1891, viene da Essex, una contea del Massachusetts.

## Composizione e varietà
Oltre alla nefelina, l'essexite contiene titanaugite, kaersutite e/o biotite e plagioclasio labradoritico prevalente sul K-feldspato (generalmente ortoclasio). La varietà con fenocristalli di plagioclasio viene chiamata essexite-porfirite.